# GK Волос Вероники
GK Волос Вероники (лат. GK Comae Berenices), HD 104207 — двойная звезда в созвездии Волос Вероники на расстоянии приблизительно 945 световых лет (около 290 парсек) от Солнца. Видимая звёздная величина звезды — от +7,13m до +6,84m.

## Характеристики
Первый компонент — красный гигант, пульсирующая полуправильная переменная звезда типа SRB (SRB) спектрального класса M4III, или M4*, или M3III, или M5, или Mb, или K7. Масса — около 0,989 солнечной, радиус — около 134,921 солнечного, светимость — около 917,9 солнечной. Эффективная температура — около 3468 K.
Второй компонент — коричневый карлик. Масса — около 58,34 юпитерианской. Удалён в среднем на 1,49 а.е..